# Eurokorps
Eurocorps is een autonoom multinationaal legerkorps dat is opgenomen in de NAVO-bevelsstructuur. Het Eurocorps-hoofdkwartier is gevestigd in Quartier Vincelles met een Support Battalion in Quartier Lizé; beide in Straatsburg, Frankrijk. Het is samengesteld uit Belgische, Duitse, Franse, Luxemburgse en Spaanse beroepsmilitairen en heeft een gemiddelde sterkte van 60.000 man. Deelname is opengesteld voor alle landen uit de Europese Unie (EU) en de NAVO. Derhalve hebben Griekenland, Italië, Polen, Roemenië en Turkije zich als geassocieerde naties aangesloten. De huidige (per april 2024) bevelhebber van het Eurocorps is de Poolse luitenant-generaal Piotr Błazeusz.

## Geschiedenis
Eurocorps werd door Duitsland en Frankrijk opgericht in 1992.
België sloot zich in 1993 aan en in hetzelfde jaar volgde een overeenkomst waarbij Eurocorps in de NAVO-bevelsstructuur werd opgenomen.
Nadat Spanje zich in 1994 had aangesloten werd het korps in 1995 operationeel en inzetbaar verklaard.
In 1996 sloot Luxemburg zich aan en in 1998 volgde Eurocorps eerste daadwerkelijk inzet.
In 2002 werd deelname voor alle landen uit de EU en de NAVO opengesteld.
In 2006 volgde het voorstel tot samenstelling van een NATO Response Force.
Na het van kracht worden van het Verdrag van Straatsburg in 2009 werd in 2016 een samenwerkingsverdrag gesloten voor een eventuele inzet door de EU.
In 2017 werd het hoofdkwartier benoemd tot HQ EU Battlegroup Force en een jaar later in 2018 volgde de officiële benoeming van het korps tot NATO Response Force (NRF).

## Bijzondere bevelsstructuur
Eurocorps werd al bij verschillende multinationale operaties ingezet. Dit gebeurde zowel onder NAVO- als EU-commando.
Onder NAVO-commando:
- van 1998 - 2000 bij de Stabilization Force (SFOR) in Bosnië en Herzegovina
- in 2000 bij de Kosovo Force (KFOR 3) in Kosovo
- in 2004 - 2005 bij de International Security Assistance Force (ISAF 6) in Afghanistan
- in 2006 als landcomponent van de NATO Response Force (NRF 7)
- in 2010 nogmaals als landcomponent van NRF 15
- In 2012 namen militairen van het Eurocorps opnieuw deel aan de ISAF missie in Afghanistan

Onder EU commando:
- in 2015 werd een Eurocorps detachement ingezet bij de European Union Training Mission (EUTM) in Mali
- in 2016 - 2017 volgde de laatste inzet van een detachement bij de European Union Training Mission in Central Africal Republic (EUTM RCA)

Het moge duidelijk zijn dat Eurocorps een bijzondere plaats is toebedeeld. Het is officieel opgenomen in de NAVO-commandostructuur maar kan volgens het oprichtingsverdrag en het Verdrag van Straatsburg (26 februari 2009) in voorkomend geval ook onder bevel van de Europese Unie of van de OVSE worden gesteld. Doordat het korps met name is voorbereid voor inzet tijdens humanitaire hulpoperaties wordt tevens gerekend met eventuele samenwerking met de Verenigde Naties. Doordat de NAVO heeft geleerd van in het verleden gemaakte fouten zal in dat geval het korps echter niet onder UN commando worden ingedeeld maar permanent onder NAVO- of EU-commando blijven.